# Matteo Tonietti
Matteo Tonietti é um escultor italiano emigrado para o sul do Brasil. Em Rio Grande, fazia  esculturas, relevos, pinturas, desenhos e atuava também como fotógrafo. Trabalhava com diversos materiais: mármore, granito, bronze, gesso e argila.
Quando aportou em Rio Grande, aos nove anos de idade, teve que lutar para vencer as dificuldades financeiras e trabalhou como sapateiro com o Sr. Rocco Rolante. Durante o trabalho se concentrava e desenhava o retrato do patrão, como também o de todos que ali chegavam. Começou, assim, a ter aulas com Ricardo Giovaninni, importante fotógrafo que atuava na época na região. 
Em 22 de janeiro de 1910, casou-se com Margarida Boccaccino, então com 20 anos.

## Obras
Em 1930, percorreu o estado com a exposição Santa Ceia de Cristo,
Em 1948, com a ajuda de Érico Gobbi, esculpiu vários momumentos na praça Xavier Ferreira: o Monumento à Mãe e os meninos de calça-curta, boné e suspensório que enfeitam o lago na frente do prédio da Alfândega e Estátua da Liberdade, inaugurada em 15 de dezembro de 1889.
Na Praça Tamandaré, destaca-se a estátua de Napoleão.
Ainda na cidade de Rio Grande, há outras obras desse artista: General Artigas (na Praça Montevidéu), o Monumento do 1º Tiro de Guerra (instalada em 19 de fevereiro de 1937 na Praça União Constante) e O militar (na praça da Caridade).
Oferecido pela colônia italiana em 15 de novembro de 1941, o Busto de Garibaldi, na cidade vizinha de São José do Norte, também é de sua autoria, assim como outras obras localizadas no cemitério católico de Rio Grande, como Pensador, Desolação e Aceitação, entre outras.
Em sua homenagem, foi criada - em 2 de setembro de 1985 - a Pinacoteca Municipal Matteo Tonietti, ligada a Prefeitura Municipal do Rio Grande. 
A Biblioteca Rio-Grandense possui um molde em gesso de um busto de Marcílio Dias, nunca transformado em mármore, pois considerou-se que um busto era pouco para tão importante herói brasileiro.